# Parasynegia infixaria
Parasynegia infixaria är en fjärilsart som beskrevs av Walker 1862. Parasynegia infixaria ingår i släktet Parasynegia och familjen mätare. Inga underarter finns listade i Catalogue of Life.